# Harold Hewitt
Harold Hewitt, né le 2 septembre 1938, est un rameur d'aviron australien. 

## Carrière
Harold Hewitt a participé aux Jeux olympiques de 1956 à Melbourne. Il a remporté la médaille de bronze  avec le huit australien composé de Michael Aikman, David Boykett, Brian Doyle, James Howden, Walter Howell, Garth Manton, Adrian Monger et Fred Benfield.